# باشگاه فوتبال باکو
باشگاه فوتبال باکو (به ترکی آذربایجانی: Bakı Futbol Klubu) از باشگاه‌های فوتبال آذربایجانی است که در سال ۱۹۹۷ در شهر باکو تأسیس شده‌است و هم‌اکنون در لیگ برتر فوتبال جمهوری آذربایجان بازی می‌کند. ورزشگاه توفیق بهراموف محل انجام بازی‌های خانگی این تیم می‌باشد. باشگاه فوتبال باکو سابقه یک قهرمانی در لیگ برتر فوتبال جمهوری آذربایجان و جام حذفی فوتبال جمهوری آذربایجان را کارنامه افتخارات خود دارد.

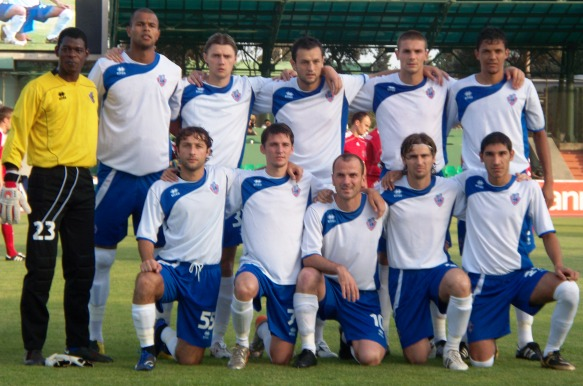
اعضای تیم فوتبال باکو در سال ۲۰۰۹ میلادی

## عملکرد باشگاه فوتبال باکو از بدو تأسیس
| فصل     | لیگ | عنوان        | بازی         | برد          | مساوی        | باخت         | گل زده       | گل خورده     | امتیاز       | جام حذفی   |
| ------- | --- | ------------ | ------------ | ------------ | ------------ | ------------ | ------------ | ------------ | ------------ | ---------- |
| ۱۹۹۷–۹۸ | 1st | ۲            | ۲۶           | ۱۶           | ۶            | ۴            | ۴۸           | ۲۰           | ۵۴           |            |
| ۱۹۹۸–۹۹ | 1st | ۶            | ۳۶           | ۱۸           | ۵            | ۱۳           | ۵۴           | ۳۴           | ۵۹           | نیمه‌پایانی |
| ۱۹۹۹–۰۰ | 1st | ۶            | ۲۲           | ۹            | ۴            | ۹            | ۲۱           | ۱۷           | ۳۱           | ۱/۴ نهایی  |
| ۲۰۰۰–۰۱ | 1st | ۶            | ۲۰           | ۹            | ۲            | ۹            | ۳۰           | ۲۹           | ۲۹           | نیمه‌پایانی |
| ۲۰۰۱–۰۲ | 1st | ۱۱           | ۳۰           | ۰            | ۴            | ۲۶           | ۱۷           | ۷۰           | ۴            | ۱/۸ نهایی  |
| ۲۰۰۳–۰۴ | 1st | ۵            | ۲۶           | ۱۲           | ۵            | ۹            | ۴۵           | ۳۲           | ۴۱           | ۱/۸ نهایی  |
| ۲۰۰۴–۰۵ | 1st | ۵            | ۳۴           | ۲۱           | ۱۰           | ۳            | ۶۰           | ۱۴           | ۷۳           | قهرمان     |
| ۲۰۰۵–۰۶ | 1st | ۱            | ۲۶           | ۱۸           | ۴            | ۴            | ۴۲           | ۱۲           | ۵۸           | ۱/۴ نهایی  |
| ۲۰۰۶–۰۷ | 1st | ۳            | ۲۴           | ۱۴           | ۶            | ۴            | ۲۵           | ۱۰           | ۴۸           | ۱/۴ نهایی  |
| ۲۰۰۷–۰۸ | 1st | ۸            | ۲۶           | ۸            | ۱۱           | ۷            | ۳۵           | ۲۶           | ۳۵           | ۱/۴ نهایی  |
| ۲۰۰۸–۰۹ | 1st | ۱            | ۲۶           | ۲۰           | ۲            | ۴            | ۵۴           | ۱۳           | ۶۲           | نیمه‌پایانی |
| ۲۰۰۹–۱۰ | 1st | ۲            | ۴۲           | ۱۷           | ۱۴           | ۱۱           | ۴۱           | ۳۲           | ۶۵           | قهرمان     |
| ۲۰۱۰–۱۱ | 1st | ۶            | ۳۲           | ۱۰           | ۱۰           | ۱۲           | ۳۳           | ۳۲           | ۴۰           | نیمه‌پایانی |
| ۲۰۱۱–۱۲ | 1st | ۶            | ۳۲           | ۱۵           | ۵            | ۱۲           | ۴۲           | ۳۷           | ۵۰           | قهرمان     |
| ۲۰۱۲–۱۳ | 1st | در حال انجام | در حال انجام | در حال انجام | در حال انجام | در حال انجام | در حال انجام | در حال انجام | در حال انجام | نیمه‌پایانی |